# Krukienice (gmina)
Gmina Krukienice – dawna gmina wiejska funkcjonująca w latach 1941–1944 pod okupacją niemiecką w Polsce. Siedzibą gminy były Krukienice.
Gmina Krukienice została utworzona przez władze hitlerowskie z terenów okupowanych przez ZSRR w latach 1939–1941 (vide rejon krukienicki), stanowiących przed wojną część gminy Pnikut (druga część weszła w skład gminy Myślatycze), w powiecie mościskim w woj. lwowskim.
Gmina weszła w skład powiatu lwowskiego (Kreishauptmannschaft Lemberg), należącego do dystryktu Galicja w Generalnym Gubernatorstwie. W skład gminy wchodziły miejscowości: Buchowice, Chliple, Czyżowice, Jatwięgi, Krukienice, Ostrożec, Pnikut, Podliski, Radenice, Sudkowice, Sudkowska Wola i Wiszenka.
| Miejscowości / gromady | Rejon w ZSRR (1939–1941) | Gmina (II RP) | Powiat (II RP) |
| --- | ------------------------ | ------------- | -------------- |
| Buchowice, Chliple, Czyżowice, Jatwięgi, Krukienice, Ostrożec, Pnikut, Podliski, Radenice, Sudkowice, Sudkowska Wola i Wiszenka | krukienicki              | Pnikut        | mościski       |

Po wojnie obszar gminy włączono do ZSRR.